# Зубочистка

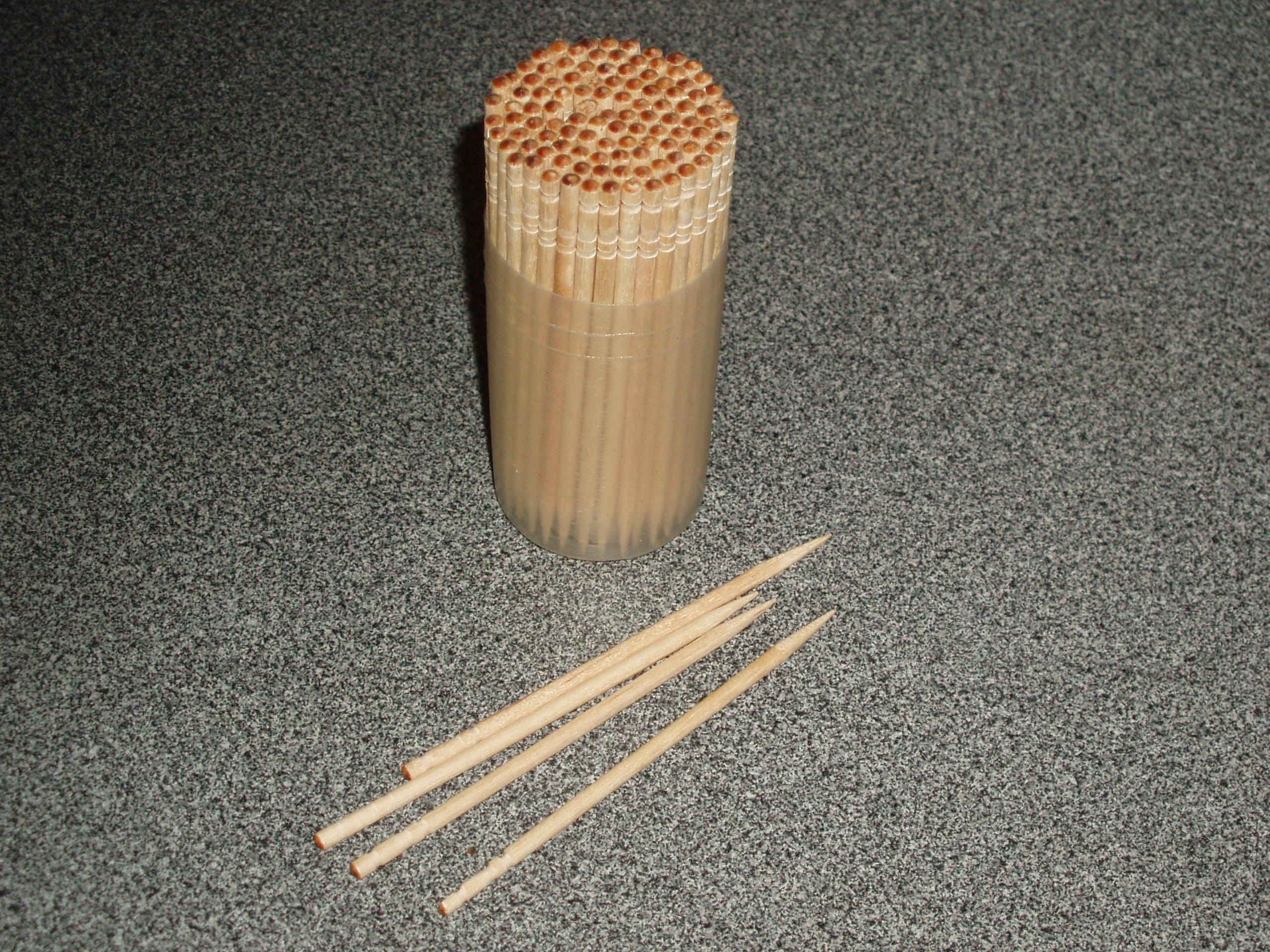
Набір зубочисток

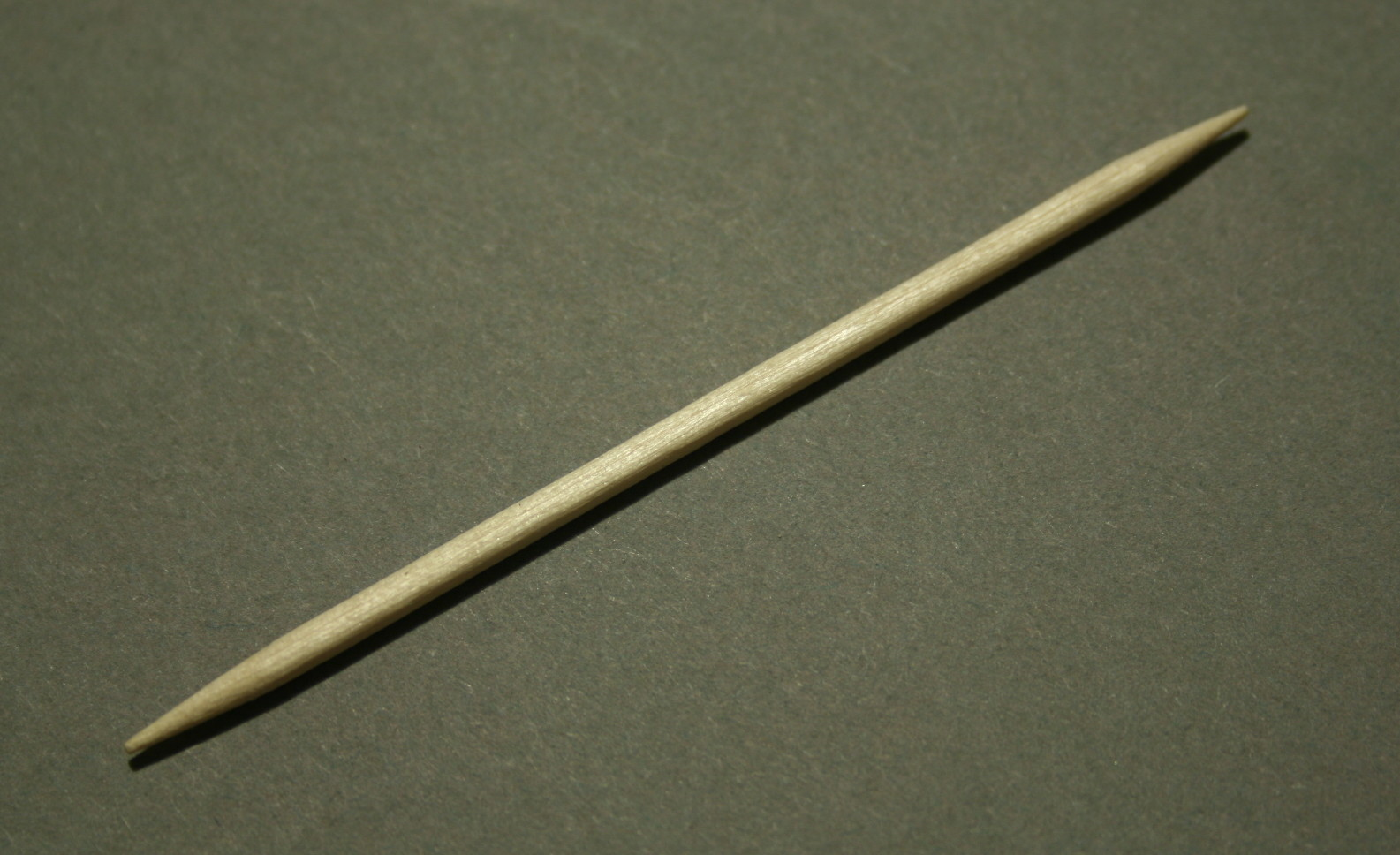
Зубочистка

Зубочи́стка — загострена паличка (як правило, з деревини, бамбука, пластмаси або металу), призначена для видалення рештків їжі, що застрягли між зубами. Зубочистки також можуть використовуватись для нанизування дрібних наїдків (маслин чи шматочків сиру в канапках, лимона в коктейлях).
Користуватись зубочисткою необхідно обережно, аби не пошкодити ясна. Стоматологи рекомендують тримати зубочистку під кутом 45° до зуба і не зловживати колупанням у зубах.
Першу машину для виготовлення зубочисток запатентували у 1872 році Силас Нобле і Дж. П. Кулі.